# Брокет (Северна Дакота)
Брокет (енгл. Brocket) град је у америчкој савезној држави Северна Дакота.

## Демографија
По попису из 2010. године број становника је 57, што је 8 (-12,3%) становника мање него 2000. године.
| Група             | 2000.      | 2010.       |
| Белци             | 60 (92,3%) | 57 (100,0%) |
| Афроамериканци    | 0 (0,0%)   | 0 (0,0%)    |
| Азијати           | 1 (1,5%)   | 0 (0,0%)    |
| Хиспаноамериканци | 0 (0,0%)   | 0 (0,0%)    |
| Укупно            | 65         | 57          |